# Air Warrior
Air Warrior（エアウォーリア、略称AW）は、（少なくとも民生用としては）世界初のMMO (Massively Multiplayer Online) となるコンバットフライトシミュレータである。
1986年、Kelton Flinnと彼の会社Kesmaiによって開発された。当時はまだインターネットが一般的では無かったため、通信対戦はパソコン通信GEnieを通じて行われていた。
当初のAir Warriorは、AppleのMacintosh、コモドールのAmigaとアタリのAtari STで動くワイヤーフレームのゲームであった。課金は、1時間あたり$10であった。
1993年には、グラフィック等を強化し、SVGAに対応した『SVGA Air Warrior（略称SAW）』がリリースされた。
1996年にWindowsに移植した『Air Warrior for Windows（略称AW4W）』、1997年初頭にINTERACTIVE MAGIC社から『Air Warrior II（略称AWII）』、1997年後半に『Air Warrior III（略称AWIII）』を、最終バージョンは2000年にリリースされた『Air Warrior III Millennium Version（略称AW:MV）』があった。
第二次世界大戦時に活躍した軍用機、軍用車輛を操縦しオンラインで対戦を行うことが出来る。
フライトモデルは単純であるが、当時は他のフライトシミュレータも同じようなものであった。しかしながら、他のフライトシミュレータが進化していく中で取り残されていった。

## 概要
戦闘機での空戦だけでなく、爆撃機による戦略爆撃や輸送機による占領など、ゲーム内容としては、現在のAces HighやFighter Aceなどと較べても遜色ないものであった。A国（アイコンが青）、B国（アイコンが赤）、C国（アイコンが緑）の3カ国によって領土争いが行われる。
爆撃機は各ポジション全て別のプレイヤーが操作する（銃座を操作するには他のプレイヤーの協力が必要）ことになるため、一人で爆撃機を操作する場合は全く防御火器が無い状態となった。都市、精油所、工場にはAI機が哨戒しており、これらが破壊されると基地の復旧が遅れることになる。
基地は、滑走路に対して5分以内に8発の爆弾を命中させることで破壊できる。基地の滑走路が破壊されると一定時間その基地からは出撃できなくなる。
基地を占領するには、5分以内に管制塔と周辺の固定防衛施設を破壊した後、C-47輸送機によって、8人の空挺兵を基地から0.5マイル以内に降下させる必要がある。
友軍機を誤射すると警告が表示され、友軍機を撃墜した場合にはペナルティが与えられた。24時間以内に友軍機を撃墜したプレイヤーには、以後24時間は弾薬の補給が行われなくなった。

### Air Warrior
ワイヤーフレームで描画されている。煙もワイヤーフレームであった。当時の通信事情やパソコンのスペックなどから、時間が1:2（例えばロールレート1秒で10度回る機体なら1秒で5度回る。速度200km/hで飛行すると実時間1時間で100km進む）で再現されていた。また、フライトモデルもかなり簡略化されており、反転トルクや片翼失速などは再現されていなかった。

### SVGA Air Warrior
グラフィックが高解像度(SVGA)に対応、綺麗になると同時にフライトモデルにも手を加えられ、1:1での時間となった他、フライトモデルにも手を加えられた。
日本でも主にNifty Serveの有志によって、許可を得てプログラムを配布、フォーラムを通じて直接電話番号を交換してのHTH対戦が行われていた。

### Air Warrior for Windows
SAWをWindows 95用に移植したものであり、サービスはCompuserveに移った。GUIがWindows標準となった他、1024x768など高解像度にも対応した。日本語版は未発売である。

## 日本語版
かつて富士通がFM TOWNS用にリリースした『富士通Air Warrior（略称FAW）』が挙げられる。完全日本語化されており、グラフィックも当時のオリジナル版（Air Warrior）よりも綺麗になっていた。マウスの他にアナログコントローラー（XE-1 APやSHARP製のサイバースティック等）が利用可能であった。
1991年4月にFM TOWNSへの移植が決定された。Kesmaiがホストプログラムをデータゼネラル機のUNIX（4.3BSD系）から富士通Sファミリー（SPARCstationのOEM。SunOS乃至Solaris）に移植した。FM TOWNSへの移植については、メインプログラムをKesmai、富士通が日本語化や回線制御等インターフェース部分を担当した。その後、1991年12月の電脳遊園地で発表され、1992年2月から公開テストが行われた。
サービス開始は1992年4月1日、サーバーは国内に設置され、パソコン通信ニフティサーブを利用してオンラインでプレイできた。ソフトウェアはパッケージ価格7,800円、他にサービスへの課金としてニフティサーブの1分10円に加えて1分6円（最大6,000円）となっていた。
シアターはヨーロッパシアター、パシフィックシアター及びトレーニングシアターが用意されていた。シアターによって地形、選択可能機種が異なり、ヨーロッパシアターは陸地がメインで欧米機が選択可能であり、パシフィックシアターは海上がメインとなり日米機が選択可能であった。人気があったのはヨーロッパシアターである。
ユーザー提案によるイベント等が開催されたり、スコアに応じて賞状を与えたり、階級を付与する等のサービスも行われていた。
その後、PC-98にも移植されたものの、1998年9月30日にサービス終了となった。

## 登場機種
バージョンによって、登場機種が異なる。
ジェット機はジェット機専用のシアターやイベントなどでの使用に限られていた。
このほかにも、オフラインなどでは設定を書き換えることでWWI当時の複葉機も操縦できた。

### 富士通Air Warrior Ver.1.2
- 第二次大戦戦闘機
  - P-51D
  - F4U-1D
  - P-38J
  - スピットファイア Mk.IX
  - Bf 109G-6
  - Fw 190A-8
  - 零式艦上戦闘機五二型 (A6M5a)
  - 四式戦闘機「疾風」一型甲 (キ-84-Ia)
- 爆撃機
  - B-17G
  - B-25J
  - A-26B
  - Ju 88A-4
  - 一式陸上攻撃機 (G4M2)
- 輸送機
  - C-47
- ジェット機
  - Me262A-1a
  - F-86F セイバー
  - MiG-15

### SVGA Air Warrior
- 第二次大戦戦闘機
  - P-51D
  - F4U-1D
  - P-38J
  - Spitfire Mk.IX
  - Bf 109F-4
  - Fw 190A-8
  - 零式艦上戦闘機五二型 (A6M5a)
  - 四式戦闘機「疾風」 (キ-84)
  - Yak9d
  - Me262
- 地上車輛
  - Soviet T-34 Tank
  - Flakpanzer IV Fireball
- 爆撃機
  - B-17G Flying Fortress
  - B-25J Mitchell
  - A-26B Invader
  - Mosquito MkXVI
  - Ju 88A-4
  - 一式陸上攻撃機 (G4M2)
- 輸送機
  - C-47

## 用語
富士通Air Warriorでは、プレイヤー間の会話等から生まれた用語が存在する。
- つちのこ = AI機(滅多に遭遇することがなかったため)
- 青カビ、赤潮 = A国のアイコン(赤色)及びB国のアイコン(赤色)であったため、これらのプレイヤーが多数表示されること。
- 悪魔 = 敵基地上空で待ち伏せて、出撃したばかりの敵を滑走路上もしくは離陸直後に撃墜すること。
- モグラ叩き = 悪魔と同じく出撃したばかりの敵を撃墜すること。
- 宴会爆撃 = B-17などの爆撃機に多数のプレイヤーが同時に搭乗して爆撃に向かうこと。パイロット以外は暇なため、チャットが多くなる。
- 空撃ち = 富士通Air Warriorでは、横旋回戦がメインになるため、旋回性能を少しでもよくするため、燃料をぎりぎりしか積まないのは当然として、弾も戦闘前にぎりぎりまで少なくするため、何もない空間に向かって弾を消費し続けること。
- ケムケム = 被弾して機体から煙が出ていること。
- ホスト核攻撃 = サーバーの種々の不具合によって、多数のプレイヤーが一斉に爆発すること。

## その他
- 前田日明がFAWに参戦していた（前田本人が「笑っていいとも」でこのゲームをプレイしていると話した）。